# تصوير التروية القلبية بالرنين المغناطيسي
تصوير التروية القلبية بالرنين المغناطيسي (بالإنجليزية: CMRI perfusion)‏ هو اختبار سريري عن طريقة التصوير بالرنين المغناطيسي يُجرى على المرضى المعروفة إصابتهم بمرض الشريان التاجي أو المشتبه بإصابتهم لتحديد وجود عيوب في تروية العضلة القلبية للبطين الأيسر التي تحدث بسبب تضيق إحدى الشرايين التاجية أو أكثر.

## مقدمة
يزداد استخدام تصوير التروية القلبية بالرنين المغناطيسي في التصوير القلبي من أجل تحري نقص تروية العضلة القلبية ويعطي توثيقًا جيدًا مقارنة بوسائل التصوير الأخرى مثل تصوير الأوعية الغازي أو إف إف آر. أظهر العديد من الدراسات الأخيرة أنه موازٍ بالفائدة للتصوير المقطعي المحوسب بإصدار فوتون واحد (إٍس بّي إي سي تي). ويزداد الاعتراف به على أنه محدد للمآل (الإنذار) عند المصابين بمرض القلب الشريان التاجي.

## الاستطبابات
هناك سببان أساسيان لإجراء الفحص:
1. تقييم خطورة التضيق في إحدى الشرايين التاجية المحدد مسبقًا إما من خلال تصوير الأوعية التاجية المعياري أو تصوير الأوعية التاجية بالسي تي. يستخدمه عادة أطباء القلبية لتحديد مدى ضرورة معالجة التضيق التاجي سواء عن طريق رأب الأوعية أو جراحة فتح مجرى جانبي للشريان التاجي.
2. لتصوير المرضى الذين يعانون من ألم صدري أو عوامل خطر لمرض الشريان التاجي، من أجل تقييم نقص التروية الذي قد يكون بسبب تضيق إحدى الشرايين التاجية. فيمكن بعد ذلك (إذا ظهر نقص تروية) التحري باستخدام وسائل تصوير الشرايين التاجية المباشرة الأخرى مثل التصوير الغازي للأوعية التاجية.

على عكس وسائل التصوير النووي (بّي إي تي وإس بّي إي سي تي)، لا يتضمن تصوير العضلة القلبية بالرنين المغناطيسي استخدام إشعاعات مؤينة ولذلك يمكن استخدامه عدة مرات بدون خطر التعرض للإشعاع على المريض.
يعد إجراءً غير غازٍ، ويُعتبر عمومًا إجرء آمن (انظر في الأسفل) ويتحمله المريض كثيرًا (بعيدًا عن الأشخاص الذين يعانون من رهاب الأماكن المغلقة).

## ماهي آلية عمله؟
تجرى غالبية إجراءات الفحص باستخدام بروتوكول الراحة/الجهد باستخدام الأدينوزين المسبب للإجهاد الذي يعمل على تحريض نقص تروية العضلة القلبية من خلال ظاهرة سرقة الشريان التاجي. تستخدم بعض المراكز الدوباتومين المؤثر في تقلص العضلة القلبية (الإنوتروب) لإجهاد القلب وتُفسر النتائج بطريقة مشابهة لتخطيط صدى القلب المجهد بالدوباتومين. يركز هذا المقال على طرائق فحص الجهد بالأدينوزين

### الجهد بالأدينوزين
يُعطى الأدينوزين بالتسريب الوريدي بجرعة 140 ميكروغرام/كغ/دقيقة لثلاث دقائق مع تسجيل مستمر لمعدل ضربات القلب وضغط الدم لتحريض فرط الدم (غالبًا ما يتظاهر بانخفاض 10 mmHg في ضغط الدم الانقباضي أو ارتفاع في معدل ضربات القلب بمقدار 10 bpm). بعد هذا، تُعطى بلعة عن طريق الوريد من خلابة الغادولينيوم بجرعة 0.05 ممول/كغ (مثل حمض الغادوتريك) عن طريق وريد الحفرة أمام المرفق للذراع المقابلة للتي أعطي بها الأدينوزين.

### المسح
يتم الحصول عادة على ثلاثة شرائح قصيرة المحور لكل دورة قلبية، ثخانة كل منها 10 مم، في المستويات القاعدية، والحليمية المتوسطة، والقمية للبطين الأيسر. تُستخدم لقطة واحدة لسللسلة تي إف إي المبوبة والمتساوية بدقة نموذجية   2.5 x 2.5 مم. يُسمح بعدها للمريض بالراحة حتى انتهاء التاثيرات الهيموديناميكية للأدينوزين (عادة 5 دقائق). يُنفذ نفس بروتوكول المسح في فترة الراحة.

### تحليل الصورة
تُخزن الصور كملفات فيديو وتُحلل في مكاتب عمل مخصصة. تُحلل غالبية عمليات المسح السريرية نوعيًا عن طريق المقارنة البصرية بين فحوص الجهد والراحة في نفس الوقت. في المسح الطبيعي، يمكن مشاهدة دخول (في التمريرة الأولى) الغادولينيوم إلى العضلة القلبية، إذ تتحول العضلة القلبية من اللون الأسود إلى لون رمادي متوسطٍ بشكل موحد في كامل البطين الأيسر في كل من فحصي الجهد والراحة. في الفحص الشاذ، ينقلب ببطء لون منطقة ما من العضلة القلبية إلى الرمادي مقارنة بالنسيج المحيط ويدخل الدم ببطء أكثر (ومن ثم الغادولينيوم) بسببب تضيق الشريان التاجي المروي لها. تدعى هذه عيوب الامتلاء وتتظاهر عادةً بنقص تروية العضلة القلبية. يمكن مشاهدتها في كل من فحصي الراحة والجهد في حالة تسمى عيوب التروية المتطابقة وتكون غالبًا بسبب منطقة أو ندبة من احتشاء قلبي سابق. إذا شوهدت على مسح الجهد فقط فتسمى منطقة عيب التروية المحرضة (نقص التروية). يوصف موضع عيب الامتلاء في البطين الأيسر باستخدام نموذج القطعة أيه إتش إيه 17.

## العوائق
لا يمكن تطبيق تصوير التروية القلبية بالرنين المغناطيسي المجهد عند جميع المرضى بسبب موانع استعمال نسبية أو مطلقة مذكورة في الأسفل، فتعد هذه مشكلة، خاصة عند المرضى المركب لهم ناظمة قلبية أو المصابين بقصور كلوي شديد.
تكون عملية الحصول على الصور حساسة جدًا للنظم القلبي وقد تنخفض نوعية الفحص في بعض الأوقات عند المرضى المصابين برجفان، أو بتوأمية النبض، أو بالتثلاث الأذيني وقد يصعب تفسيرها.
كان من الشائع ظهور منطقة رقيقة تحت الشغاف ناقصة التروية تدعى بخادعة غيبس، بسبب التباين العالي بين تجمع الدم والعضلة القلبية، على أي حال، قل شيوع هذه الحالات مع ظهور التقنيات الحديثة التي تسمح بتصوير عالي الدقة.
عند المرضى المصابين بنوبة قلبية سابقة أو المجرى لهم جراحة فتح مجري جانبي للشريان التاجي، فقد يصعب كثيرًا تفسير الصورة عندهم، ويجرى تحليل الصورة في مثل هذه الحالات بالتكامل مع طرق التصوير الأخرى، مثل تصوير الأوعية التاجية.

## السلامة
هو إجراء غير غازٍ لذلك ينظر إليه على أنه إجراء آمن، على أي حال، يوجد بعض المرضى الذين يمنعون من الخضوع له، وتوجد بعض الاختلاطات المحتملة:

### موانع الاستعمال
أي مريض لديه مانع من التصوير بالرنين المغناطيسي، خاصة أولئك المركب لهم ناظمة قلبية.
المرضى المصابون بربو شديد، فقد يثير الأدينوزين نوبة عندهم.
المرضى المصابون بعجز كلوي شديد، وذلك لأن عامل التباين الغادولينيوم يحدث خطرًا صغيرًا بتسبب التليف الكلوي جهازي المنشأ (إن إس إف) ولذلك يمنع استخدامه عندما تكون سرعة الترشيح الكبيبي (eGFR) أقل من 30.
المرضى المصابون بإحصار قلبي يظهر بتخطيط كهربائية القلب قبل المسح، وذلك لأن الأدينوزين قد يزيد سوء الحالة.
مرضى رهاب الأماكن المغلقة وذلك لأن إم ار آي مغلق.

### التاثيرات الجانبية
يكون من الشائع حدوث عدد من الأعراض المتوسطة عند تحريض المرضى بالأدينوزين، مثل الشعور بالسخونة والتعرق، وقصر النفس، والشعور بالغثيان وملاحظة تسرع دقات القلب. في حال حدوث هذه الأعراض، فإنها تنتهي سريعًا (طبيعيًا خلال 60 ثانية) بعد توقف التحريض بالأدينوزين.
يوجد عدد من التأثيرات الجانبية الأكثر خطورة والاقل شيوعًا، تشمل إحصار القلب العابر، والتضيق القصبي، وعند 1 من 10000 خطر الصدمة الحساسية الحاصلة بسبب عامل التباين الغادولينيوم. يمكن معالجتها دائمًا بنجاح بدون آثار طويلة الأمد.
يرتبط تسريب الأدينوزين ببعض التأثيرات الجانبية النادرة جدًا ولكنها شديدة الخطورة، تشمل الوذمة الرئوية الحادة وتوقف القلب (تحدث عند نحو 1 من كل 1000 مريض).